# 马丁·沃尔夫
马丁·沃尔夫（英語：Martin Wolf, 1946年3月16日—）是一位英国经济评论家和记者。英国《金融时报》的副主编及首席经济评论员。

## 生平
1946年出生在英国伦敦，父亲是奥地利犹太剧作家，第二次世界大战前从维也纳逃到了英格兰。
母亲是荷兰犹太人，在犹太人大屠杀中失去了将近三十位亲人。 他回忆道：自己家庭背景让他担心极端性政治，也激励他对经济学的兴趣，认为经济政策的失误是导致第二次世界大战的起因之一。 他在1970年代前是工党的支持者。1967年考入牛津大学基督圣体学院，最初学习古典学尔后转入哲学、政治学及经济学课程。
本科毕业后进入牛津大学纳菲尔德学院，1971年拿到经济学硕士学位。他表示自己不想读博士，因为不想成为学者。毕业后进入世界银行的青年学者项目，1974年成为一名高级经济学家。他对罗伯特·麦克纳马拉执掌下的世界银行颇为失望，观点也转向右倾和自由市场模式。
1981年离开世界银行在伦敦一家贸易政策研究中心担任主管，1987年加入英国《金融时报》，1990年成为助理编辑，1996年成为首席经济评论员。2000年代末之前，他是全球化和自由市场的颇具影响力支持者。

## 著作
- 《转型与冲击：马丁·沃尔夫谈未来全球经济》，中信出版社，2015年5月，ISBN 9787508650746
- '《下一轮全球金融》，中信出版社，2009年12月，ISBN 9787508617282